# Kwonkan nemoralis
Espèce
Kwonkan nemoralis est une espèce d'araignées mygalomorphes de la famille des Anamidae.

## Distribution
Cette espèce est endémique du Kimberley en Australie-Occidentale,. Elle se rencontre vers Salvodi Gorge.

## Description
La femelle holotype mesure 17,02 mm.

## Systématique et taxinomie
Cette espèce a été décrite par Wilson, Rix et Harvey en 2025.

## Publication originale
- Wilson, Rix & Harvey, 2025 : « Two new species of the mygalomorph spider genus Kwonkan (Mygalomorphae: Anamidae) from the Kimberley region of Western Australia. » Australian Journal of Taxonomy, vol. 88, p. 1-7 (texte intégral).